# باغایچاری
باغایچاری (به لاتین: Bagaichhari) یک منطقهٔ مسکونی در بنگلادش است که در ناحیه رنگماتی هیل واقع شده‌است. باغایچاری ۱٬۹۳۱٫۲۸ کیلومتر مربع مساحت و ۹۶٬۸۹۹ نفر جمعیت دارد.